# Wild Dreams of New Beginnings
Albums de Admiral Freebee
Songs
(2005)
Wild Dreams of New Beginnings, sorti en 2006, est le troisième album du groupe de rock belge Admiral Freebee dont l'unique membre permanent est Tom Van Laere.

## L'album
Une nouvelle fois Tom Van Laere traverse l'Atlantique pour enregistrer son album et c'est un producteur de renommée qu'il choisit pour la production : Malcolm Burn a en effet travaillé avec, entre autres, Bob Dylan, Iggy Pop, Midnight Oil, Emmylou Harris, Patti Smith, John Mellencamp.

Toutes les compositions sont de Tom Van Laere.

## Les musiciens
- Tom Van Laere : voix, guitare, banjo, harmonica, piano
- Adam Snyder : guitare, claviers
- Mark Axiak : guitare, piano
- Malcolm Burn : basse
- Stephen Hund : batterie
- Mark Maranoff : saxo

## Les titres
1. Faithful to the Night - 3 min 06 s
2. I'd Much Rather Go Out with the Boys – 3 min 14 s
3. Trying To Get Away – 3 min 46 s
4. All Through the Night – 2 min 42 s
5. Perfect Town – 4 min 52 s
6. Nobody Knows You – 3 min 56 s
7. Wild Dreams of New Beginnings – 3 min 23 s
8. Devil in the Details – 3 min 16 s
9. Living For the Weekend – 2 min 58 s
10. Blue Eyes - 2 min 25 s
11. Coming of the Knight – 3 min 44 s

## Informations sur le contenu de l'album
- Faithful to the Night est le single de l'album.
- Emmylou Harris chante sur Coming of the Knight.